# Ligne ferroviaire Lan-Xin
La ligne ferroviaire Lan-Xin (chinois : 兰新铁路 ; pinyin : lánxīn tiělù, abréviation de ligne ferroviaire Lanzhou-Xinjiang) est une ligne de chemin de fer de République populaire de Chine.
C'est la seule ligne ferroviaire reliant la région autonome du Xinjiang au reste de la Chine, passant par l'étroit Corridor du Hexi, entre le plateau tibétain et le désert de Gobi. Elle s'étend sur 1 903,8 kilomètres de Lanzhou, son point le plus oriental, dans la province du Gansu, à Ürümqi, puis sur 477 kilomètres supplémentaires jusqu'au col d'Alataw (son point le plus occidental), où le réseau chinois (gare d'Alataw Shankou) est relié à celui du Kazakhstan (gare de Dostyk).
Elle forme une partie de la seconde liaison continentale eurasienne qui s'étend de l'est de la Chine à Rotterdam aux Pays-Bas.
Pendant une partie de son trajet, elle suit un chemin similaire à celui de la route de la soie.
Elle a été construite par la China Railway Engineering Corporation (CREC). La première phase de la construction (jusqu'à Ürümqi) a débuté en 1952 et s'est terminée en 1962. L'extension jusqu'à la frontière du Kazakhstan a été réalisée à la fin des années 1980, et la connexion avec le réseau kazakh a été effectuée le 12 septembre 1990.
En 2013, la Ligne à grande vitesse Lanzhou - Ürümqi est ouverte. Longue de 1 776 km, elle permet de relier les deux villes en 12 heures, contre 20 heures auparavant.